# Castilleja de la Cuesta
Castilleja de la Cuesta é um município na província de Sevilha, Andaluzia, Espanha. Situa-se a 6 km da capital provincial.

## História
Não há informação até chegar ao Calcolítico, onde foi encontrado sob a influência dos assentamentos de Valencina de la Concepción. No entanto, está aninhado no que deve ter sido território trático. É possível que, após o desaparecimento de Tartesso e a proliferação de pequenos reinos, a cidade tenha sido fortificada após a invasão romana da Hispânia. Desta hipotética fortificação viria o nome castilleja, que derivaria da castra latina (fortaleza). Na Hispânia visigoda e muçulmana ficou conhecida como Castalla Talasana. Após a Reconquista de Sevilha em 1248 por Fernando III de Castela, a área fica conhecida como Alijar (escrito Alixar, por pronunciar o x como j normalmente em algumas regiões espanholas). No entanto, o nome não acabou por ser usado por muito tempo e era novamente conhecido como Castalla. Muitas cidades sevilhanas foram chamadas castalla e o termo sofreu uma dupla evolução. As cidades que eram quintas mas depois se tornaram aldeias simples tornar-se-iam Cazalla (por exemplo, Cazalla de la Sierra) e as que permaneceram como quintas durante muito tempo foram renomeadas Castilleja (por exemplo, Castilleja de la Cuesta, Campo, Almanzor, Talhara, etc.).
Na distribuição de Sevilha que ocorreu no século XIII, Castilleja (conhecida nesta época como Castalla Talaadar) foi dividida em duas por Afonso X. Parte foi dada ao seu tio, Rodrigo Alfonso, que por sua vez a troca para a Ordem Militar de Santiago em 1267 em troca de uma herança próxima de Benavente. O repovoamento desta parte foi um processo lento, que ocorreu desde o século XIV.
Desde o tempo da Reconquista de 1248 esta área da aldeia foi despovoada e despojada. Após a atribuição da segunda carta em 1408, foi quando começou a ser repovoada.
A outra parte, denominada Realengo, Afonso ou Camino Real, reserva o Rei Fernando III sob os seus domínios, administrativa e judicialmente dependente da Coroa, e fazendo parte da Mitación de San Juan, como principal via de comunicação entre a cidade hispânica, o condado de Niebla e o Algarve; também dependiam eclesiaticamente do Arcárico e do seu Cabildo. Sendo a única área da aldeia que não despovoou depois da dita Reconquista. Nesta estrada real foi localizada a antiga mesquita da quinta árabe, que é convertida em ermida após a Reconquista.
Em 1547, Hernán Cortés morreu numa casa no palácio, na Calle Real.
Em 1538, terminou por Real Cédula a confiação dos bens e vassalos da Ordem de Santiago em Castilleja. Em 1539 Carlos I vendeu esta área da cidade ao Conde de Olivares, Pedro Pérez de Guzmán e Zúñiga. O presidente da câmara municipal, Pedro de Castañeda, deu-a à conde, exceto a Calle Real, que na altura era governada pelo concelho da cidade de Tomares e permanecia propriedade da Coroa. Sucessivos Condes de Olivares tentaram adquirir a rua infrutífera, até que o Conde-Duque de Olivares Gaspar de Guzmán, válido por Filipe IV, obteve a rua da monarquia em 1624. A cidade continuou a ser do Conde-Duque de Olivares até que no século XIX as senhorias foram amolgadas e a cidade será governada por uma câmara municipal a partir de 1808. No entanto, o germe das atuais câmaras municipais espanholas foi criado pela Real Cédula em 1833.
O núcleo primitivo está estruturado em torno da Praça de Santiago e do eixo longitudinal da Calle Real. Daí vem o crescimento urbano subsequente, especialmente devido ao aumento populacional que se tem vindo a ocorrer desde meados do século XX.
Existem duas Irmandades Eclesiásticas com virgens coroadas com as respetivas igrejas e duas capelas (a da Virgem Maria do Colégio Abençoado (conhecida como as irlandesas) e a da capela da Virgem do Guia (protetora da câmara municipal).
Em 7 de setembro de 2013 a imagem da Imaculada Conceição, detentora da paróquia com o mesmo nome e principal titular da popularmente conhecida como Irmandade da Rua Real, foi canonicamente coroada nos jardins do Convento das Mães Irlandesas reverendo. Além disso, a Imaculada Conceição foi coroada pela sua devoção de distintivo de mais de seis séculos como Patrona de Castilleja. Por outro lado, mais tarde, a 18 de junho de 2016, a imagem de Nossa Senhora da Solidão foi canonicamente coroada na Praça de Santiago, sendo a segunda imagem de Nossa Senhora do Povo a receber tal comemoração.